# Famille Wiazemsky
Cette page explique l’histoire ou répertorie les différents membres de la famille Wiazemsky.
Pour les articles homonymes, voir Viazemski.

Blason de la famille des princes Wiazemsky (1798)

La famille Wiazemsky (ou Viazemski, en russe : Вяземский), est une famille princière de Russie. La femme de lettres française Anne Wiazemsky (1947-2017) et son frère le dessinateur Wiaz (1949) descendent par leur père de cette famille dont une partie émigra en France après la révolution de 1917. Des personnages illustres, dans le domaine militaire ou littéraire, sont liés à l'histoire de la Russie.

## Histoire
Les Wiazemsky prennent leur origine de Rostislav de Smolensk au XIIe siècle. Son arrière-petit-fils, le prince André Vladimirovitch, surnommé Long Bras et qui meurt à la bataille de la Kalka, avait reçu en territoire féodal (en russe : удел, oudel) le bourg de Viazma à côté de Smolensk, devenant ainsi le fondateur de la lignée princière.
Un descendant de la famille, le prince Semion Ivanovitch, et son épouse Julienne (Iouliana) sont assassinés par le prince Youri de Smolensk en 1403. La famille réussit néanmoins à garder son fief jusqu'en 1494, lorsqu'il entre dans la principauté de Moscou.
André Long-Bras avait eu deux fils Basile (Vassili) et Théodore (Fiodor) qui furent les fondateurs de deux lignées.

### Première branche

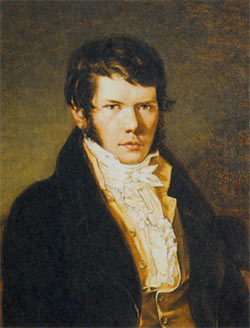
Prince Pierre Andreïévitch Wiazemsky

Le prince André Ivanovitch (1754-1807) descend de la première. Il est gouverneur civil de Nijni Novgorod et de Penza sous le règne de Catherine la Grande, puis conseiller secret actuel et sénateur sous Paul Ier. Il est aussi l'auteur sous pseudonyme d'un traité philosophique en allemand intitulé Recherches sur l'âme humaine et sa relation au monde, paru en 1790. Son fils le prince Pierre Andreïevitch est un proche de Pouchkine et un poète de l'époque de l’aristocratie littéraire et un grand commis de l'Empire russe. La sœur de ce dernier, Catherine, épouse Karamzine.
Toujours de cette première branche, le prince Alexandre Alexeïevitch est de 1764 à 1792 procureur-général de l'Empire (c'est-à-dire qu'il est à la tête du Sénat) et un proche de Catherine II. Cette branche est alors inscrite dans le Ve registre du Livre de la Noblesse du gouvernement de Kostroma et de Iaroslavl.

### Seconde Branche
De Théodore sont issus deux petits-fils : le prince Georges Constantinovitch (Youri) et le prince Romain Constantinovitch (Roman) qui à leur tour fondent deux lignées. La première, inscrite dans le Ve registre du Livre de la Noblesse de Iaroslavl, a pour descendant le prince Athanase Ivanovitch qui sera nommé prince armé correspondant à un rang élevé de la hiérarchie des boyards proches du tzar, en 1566. Ses descendants font partie de la noblesse moscovite et de la Cour du tzar au XVIIe siècle.
La lignée cadette issue du prince Romain est fort nombreuse. Elle est inscrite dans le Ve registre du Livre de La Noblesse des gouvernements de Kalouga, de Moscou, de Tambov et de Vladimir. Beaucoup combattent dans l'armée au XVIe siècle et au XVIIe siècle. Le prince Serge Ivanovitch (mort en 1813) et le prince Nicolas Grigoriévitch (mort en 1846) étaient sénateurs de l'Empire. Le fils de ce dernier, le prince Grigori Grigoriévitch (1823-1882), est l'auteur d'un opéra, La Princesse Ostrojskaïa. Le prince Léonid Dmitriévitch (1848-1909), général, est gouverneur d'Astrakhan. Il est l'époux de la comtesse Marie Levachova. Deux de ses fils sont assassinés en 1917 et son fils Vladimir (mort en 1960) émigre en France, après la révolution, où il devient acteur.Ce dernier est le grand-père de l’actrice et écrivain Anne Wiazemsky et de Wiaz dessinateur de presse , peintre, et journaliste , lui-même père de Léa Wiazemsky actrice et écrivain.

## Personnalités
- Alexandre Alexeivitch Viazemsky (1727-1793)
- Piotr Andreïevitch Viazemsky (1792-1878)
- Pavel Petrovitch Viazemsky (1820-1888)
- Léonid Dimitriévitch Wiazemsky (1848-1909)
- Anne France Sophie Wiazemsky (1947-2017)
- Pierre Constantin Athanase Wiazemsky (1949- )
- Léa Sophie Claire Bernadette Wiazemsky (1979- )

## Sources
- (ru) Cet article est partiellement ou en totalité issu de l’article de Wikipédia en russe intitulé « Вяземские » (voir la liste des auteurs).